# Iver Hesselberg (1780–1844)
Iver Hesselberg, född den	16 december 1780 i Drammen, död den	19 augusti 1844 i Kristiania (nuvarande Oslo), var en norsk präst. 
Hesselberg blev 1813 kyrkoherde i Grue i Solör och 1834 i Aker. Han var en vän och själsfrände till Grundtvig och utgav en mängd religiösa småskrifter i  grundtvigiansk anda. Mot Treschows rationalism skrev han Gjenlyd fra Fjeldet af Christkirkens Røst (1829). Hans politiska uppträdande efter stortingets upplösning 1836 ådrog honom från  den regeringsvänliga sidan anfall, vilka han besvarade i Christelig Liberalisme (1837).